# محراب آگیوس لوط

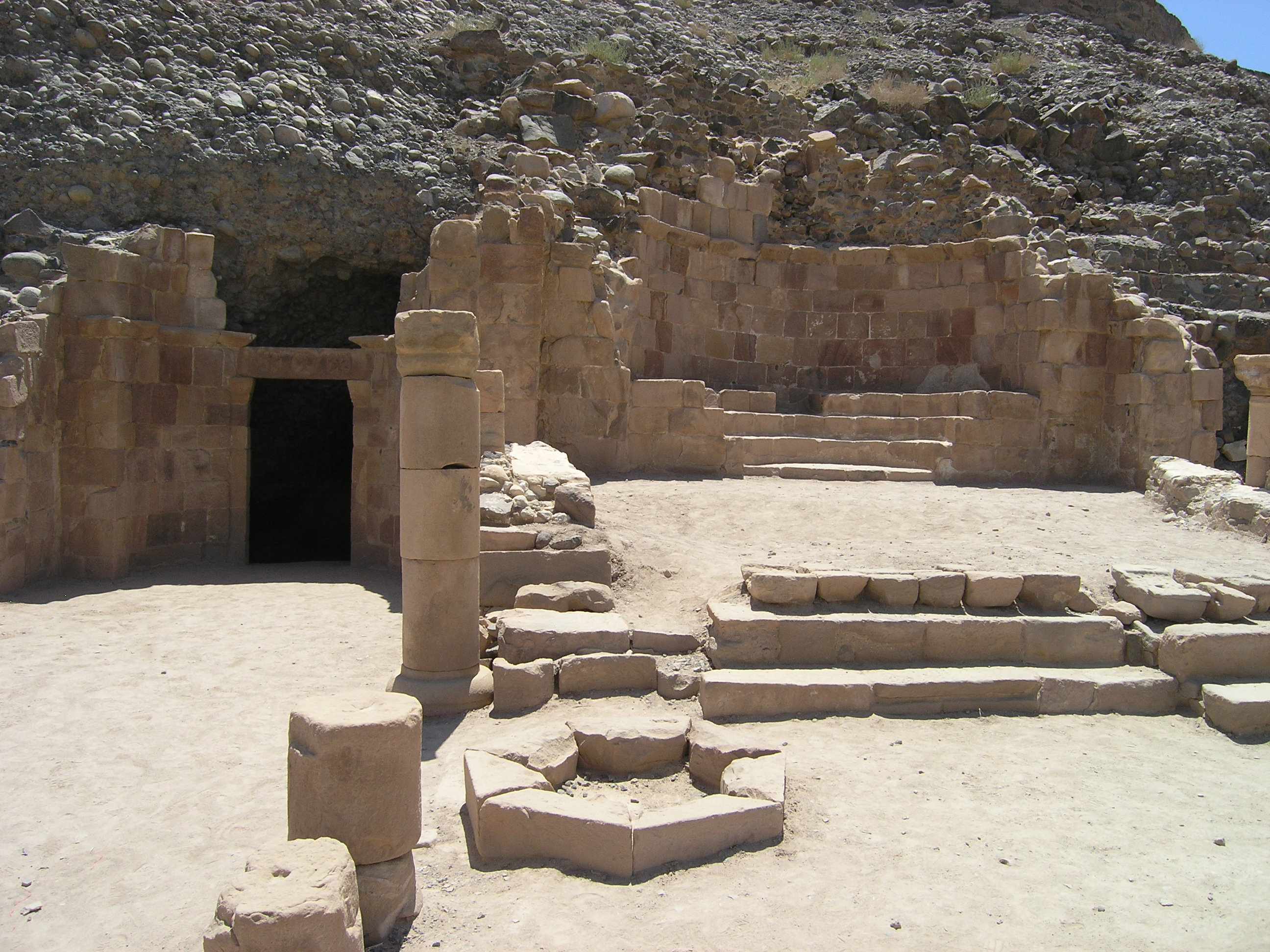

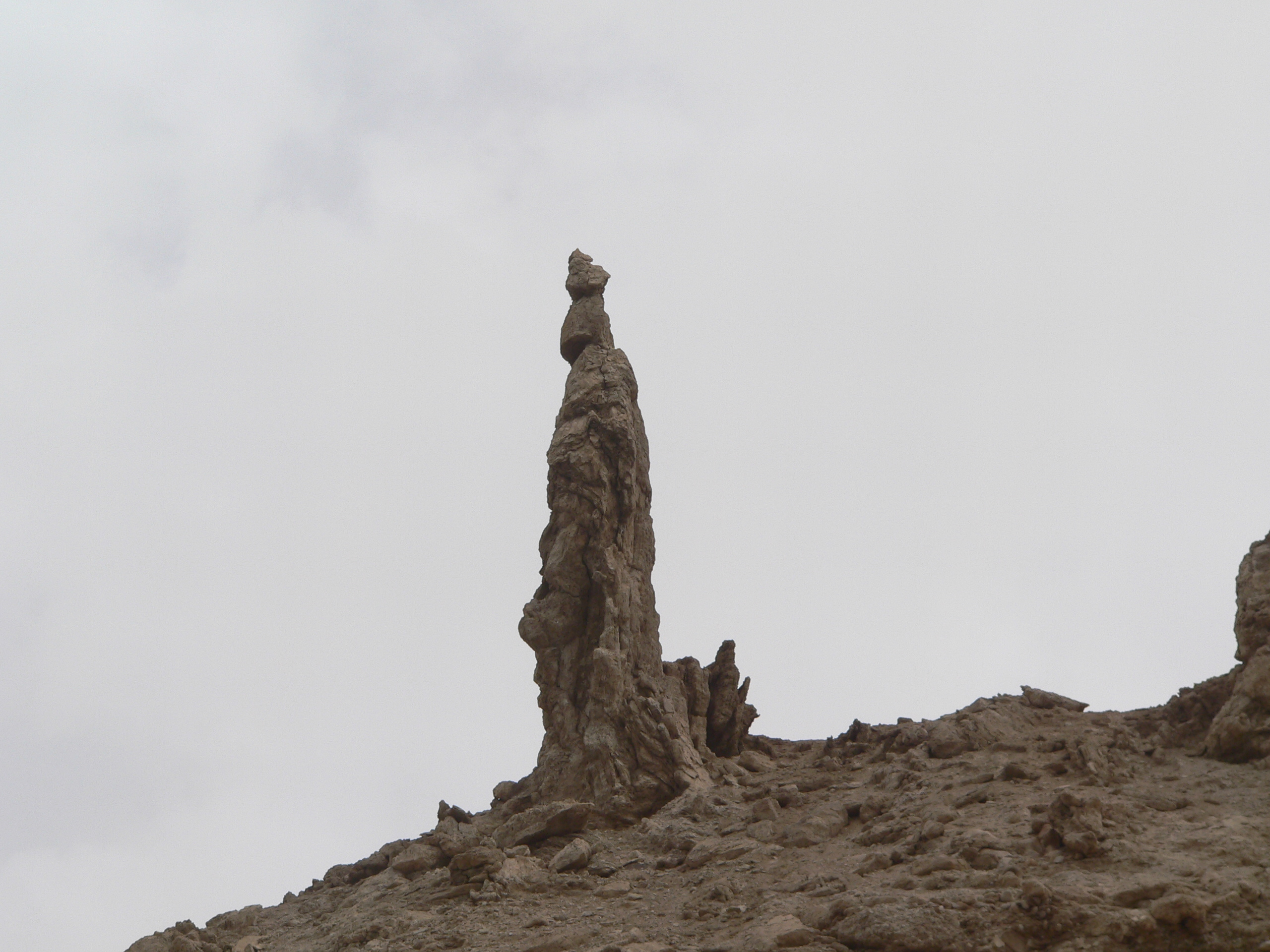
سازند صخره ای در همان نزدیکی به عنوان همسر لوط

محراب آگیوس لوط در جنوب شرقی دریای مرده مشرف به شهر مدرن صفی در اردن واقع شده‌است. این مکان صومعه ای از دوران بیزانس (قرن پنجم - هفتم میلادی) است که شامل یک کلیسا است که در ورودی یک غار طبیعی ساخته شده‌است. تصور می‌شد که محل ساخت آنجا باشد که پس از تخریب سدوم، لوط به دنبال پناهگاه بوده‌است.
در انتهای جنوب شرقی دریای مرده و در دامنه تند کوه و مشرف به شهر صفی واقع شده‌است. یافته‌های باستان‌شناسی یک استقرار طولانی مدت را نشان می‌دهد که این محراب در اطراف آن ساخته شده‌است. کتیبه‌هایی بر روی موزاییک‌های بیزانسی در محراب به سده ۷ میلادی مربوط می‌شود، اما سایر یافته‌های باستان‌شناسی در غار مربوط عصر برنز اولیه و عصر برنز میانه است.

## وضعیت میراث جهانی
این سایت در ۱۸ ژوئن ۲۰۰۱ در گروه فرهنگی به فهرست آزمایشی میراث جهانی یونسکو اضافه شد.